# 2019-es Formula–1 azeri nagydíj
Az azeri nagydíj volt a 2019-es Formula–1 világbajnokság negyedik futama, amelyet 2019. április 26. és április 28. között rendeztek meg a Baku City Circuit utcai versenypályán, Bakuban.

## Választható keverékek
| Abroncs                  | Friss | Használt |
| ------------------------ | ----- | -------- |
| Kemény keverék (C2)      |       |          |
| Közepes keverék (C3)     |       |          |
| Lágy keverék (C4)        |       |          |
| Intermediate keverék (I) |       |          |
| Esős keverék (W)         |       |          |

## Szabadedzések

### Első szabadedzés
Az azeri nagydíj első szabadedzését április 26-án, pénteken délelőtt tartották, magyar idő szerint 11:00-tól. Az edzést 20 perc után be kellett fejezni, mert George Russell autója feltépett egy csatornafedelet. Mindössze két pilóta futott mért kört.
| helyezés | versenyző          | csapat/motor          | elért idő  | különbség | futott kör |
| -------- | ------------------ | --------------------- | ---------- | --------- | ---------- |
| 1        | Charles Leclerc    | Ferrari               | 1:47,497   | −         | 5          |
| 2        | Sebastian Vettel   | Ferrari               | 1:49,598   | +2,101    | 4          |
| 3        | Romain Grosjean    | Haas-Ferrari          | idő nélkül | –         | 1          |
| 4        | Lando Norris       | McLaren-Renault       | idő nélkül | –         | 1          |
| 5        | Max Verstappen     | Red Bull-Honda        | idő nélkül | –         | 1          |
| 6        | Kevin Magnussen    | Haas-Ferrari          | idő nélkül | –         | 1          |
| 7        | Carlos Sainz Jr.   | McLaren-Renault       | idő nélkül | –         | 1          |
| 8        | Antonio Giovinazzi | Alfa Romeo-Ferrari    | idő nélkül | –         | 1          |
| 9        | Danyiil Kvjat      | Toro Rosso-Honda      | idő nélkül | –         | 1          |
| 10       | Robert Kubica      | Williams-Mercedes     | idő nélkül | –         | 1          |
| 11       | George Russell     | Williams-Mercedes     | idő nélkül | –         | 3          |
| 12       | Alexander Albon    | Toro Rosso-Honda      | idő nélkül | –         | 1          |
| 13       | Daniel Ricciardo   | Renault               | idő nélkül | –         | 1          |
| 14       | Nico Hülkenberg    | Renault               | idő nélkül | –         | 1          |
| 15       | Pierre Gasly       | Red Bull-Honda        | idő nélkül | –         | 1          |
| 16       | Kimi Räikkönen     | Alfa Romeo-Ferrari    | idő nélkül | –         | 1          |
| 17       | Sergio Pérez       | Racing Point-Mercedes | idő nélkül | –         | 1          |
| 18       | Lance Stroll       | Racing Point-Mercedes | idő nélkül | –         | 1          |
| 19       | Lewis Hamilton     | Mercedes              | idő nélkül | –         | 0          |
| 20       | Valtteri Bottas    | Mercedes              | idő nélkül | –         | 0          |

### Második szabadedzés
Az azeri nagydíj második szabadedzését április 26-án, pénteken délután tartották, magyar idő szerint 15:00-tól.
| helyezés | versenyző          | csapat/motor          | elért idő  | különbség | futott kör |
| -------- | ------------------ | --------------------- | ---------- | --------- | ---------- |
| 1        | Charles Leclerc    | Ferrari               | 1:42,872   | −         | 28         |
| 2        | Sebastian Vettel   | Ferrari               | 1:43,196   | +0,324    | 28         |
| 3        | Lewis Hamilton     | Mercedes              | 1:43,541   | +0,669    | 31         |
| 4        | Max Verstappen     | Red Bull-Honda        | 1:43,793   | +0,921    | 24         |
| 5        | Valtteri Bottas    | Mercedes              | 1:44,003   | +1,131    | 31         |
| 6        | Danyiil Kvjat      | Toro Rosso-Honda      | 1:44,177   | +1,305    | 9          |
| 7        | Carlos Sainz Jr.   | McLaren-Renault       | 1:44,183   | +1,311    | 27         |
| 8        | Alexander Albon    | Toro Rosso-Honda      | 1:44,216   | +1,344    | 33         |
| 9        | Pierre Gasly       | Red Bull-Honda        | 1:44,240   | +1,368    | 24         |
| 10       | Lando Norris       | McLaren-Renault       | 1:44,295   | +1,423    | 32         |
| 11       | Kevin Magnussen    | Haas-Ferrari          | 1:44,901   | +2,029    | 25         |
| 12       | Antonio Giovinazzi | Alfa Romeo-Ferrari    | 1:45,366   | +2,494    | 31         |
| 13       | Sergio Pérez       | Racing Point-Mercedes | 1:45,436   | +2,564    | 28         |
| 14       | Kimi Räikkönen     | Alfa Romeo-Ferrari    | 1:45,482   | +2,610    | 30         |
| 15       | Daniel Ricciardo   | Renault               | 1:45,483   | +2,611    | 15         |
| 16       | Romain Grosjean    | Haas-Ferrari          | 1:45,618   | +2,746    | 31         |
| 17       | Nico Hülkenberg    | Renault               | 1:46,717   | +3,845    | 24         |
| 18       | Lance Stroll       | Racing Point-Mercedes | 1:47,875   | +5,003    | 8          |
| 19       | Robert Kubica      | Williams-Mercedes     | 1:48,111   | +5,239    | 27         |
| 20       | George Russell     | Williams-Mercedes     | idő nélkül | –         | 0          |

### Harmadik szabadedzés
Az azeri nagydíj harmadik szabadedzését április 27-én, szombaton délelőtt tartották, magyar idő szerint 12:00-tól.
| helyezés | versenyző          | csapat/motor          | elért idő | különbség | futott kör |
| -------- | ------------------ | --------------------- | --------- | --------- | ---------- |
| 1        | Charles Leclerc    | Ferrari               | 1:41,604  | −         | 14         |
| 2        | Sebastian Vettel   | Ferrari               | 1:41,802  | +0,198    | 14         |
| 3        | Max Verstappen     | Red Bull-Honda        | 1:42,852  | +1,248    | 16         |
| 4        | Valtteri Bottas    | Mercedes              | 1:43,064  | +1,460    | 19         |
| 5        | Lewis Hamilton     | Mercedes              | 1:43,176  | +1,572    | 17         |
| 6        | Danyiil Kvjat      | Toro Rosso-Honda      | 1:43,223  | +1,619    | 18         |
| 7        | Kevin Magnussen    | Haas-Ferrari          | 1:43,294  | +1,690    | 19         |
| 8        | Alexander Albon    | Toro Rosso-Honda      | 1:43,300  | +1,696    | 19         |
| 9        | Sergio Pérez       | Racing Point-Mercedes | 1:43,430  | +1,826    | 15         |
| 10       | Kimi Räikkönen     | Alfa Romeo-Ferrari    | 1:43,537  | +1,933    | 19         |
| 11       | Daniel Ricciardo   | Renault               | 1:43,561  | +1,957    | 20         |
| 12       | Antonio Giovinazzi | Alfa Romeo-Ferrari    | 1:43,637  | +2,033    | 20         |
| 13       | Lando Norris       | McLaren-Renault       | 1:43,924  | +2,320    | 20         |
| 14       | Carlos Sainz Jr.   | McLaren-Renault       | 1:43,978  | +2,374    | 19         |
| 15       | Lance Stroll       | Racing Point-Mercedes | 1:44,039  | +2,435    | 16         |
| 16       | Nico Hülkenberg    | Renault               | 1:44,043  | +2,439    | 19         |
| 17       | Romain Grosjean    | Haas-Ferrari          | 1:44,374  | +2,770    | 16         |
| 18       | Robert Kubica      | Williams-Mercedes     | 1:46,000  | +4,396    | 19         |
| 19       | George Russell     | Williams-Mercedes     | 1:46,290  | +4,686    | 20         |
| 20       | Pierre Gasly       | Red Bull-Honda        | 1:47,836  | +6,232    | 22         |

## Időmérő edzés
Az azeri nagydíj időmérő edzését április 27-én, szombaton futották, magyar idő szerint 15:00-tól. A Q1-ben Robert Kubica, a Q2-ben pedig Charles Leclerc törte össze az autóját, mindketten a 8-as kanyarban, így a védőfal javításához szükséges munkálatok miatt közel egy órával tovább tartott az edzés a tervezettnél.
| helyezés              | rajtszám | versenyző          | csapat/motor          | 1. rész  | 2. rész    | 3. rész    | rajthely   | futott kör |
| --------------------- | -------- | ------------------ | --------------------- | -------- | ---------- | ---------- | ---------- | ---------- |
| 1                     | 77       | Valtteri Bottas    | Mercedes              | 1:42,026 | 1:41,500   | 1:40,495   | 1          | 20         |
| 2                     | 44       | Lewis Hamilton     | Mercedes              | 1:41,614 | 1:41,580   | 1:40,554   | 2          | 21         |
| 3                     | 5        | Sebastian Vettel   | Ferrari               | 1:42,042 | 1:41,889   | 1:40,797   | 3          | 23         |
| 4                     | 33       | Max Verstappen     | Red Bull-Honda        | 1:41,727 | 1:41,388   | 1:41,069   | 4          | 15         |
| 5                     | 11       | Sergio Pérez       | Racing Point-Mercedes | 1:42,249 | 1:41,870   | 1:41,593   | 5          | 17         |
| 6                     | 26       | Danyiil Kvjat      | Toro Rosso-Honda      | 1:42,324 | 1:42,221   | 1:41,681   | 6          | 23         |
| 7                     | 4        | Lando Norris       | McLaren-Renault       | 1:42,371 | 1:42,084   | 1:41,886   | 7          | 23         |
| 8                     | 99       | Antonio Giovinazzi | Alfa Romeo-Ferrari    | 1:42,140 | 1:42,381   | 1:42,424   | 17[1]      | 21         |
| KIZ[2]                | 7        | Kimi Räikkönen     | Alfa Romeo-Ferrari    | 1:42,059 | 1:42,082   | 1:43,068   | boxutca    | 21         |
| 10                    | 16       | Charles Leclerc    | Ferrari               | 1:41,426 | 1:41,995   | idő nélkül | 8          | 11         |
| 11                    | 55       | Carlos Sainz Jr.   | McLaren-Renault       | 1:41,936 | 1:42,398   |            | 9          | 17         |
| 12                    | 3        | Daniel Ricciardo   | Renault               | 1:42,486 | 1:42,477   |            | 10         | 15         |
| 13                    | 23       | Alexander Albon    | Toro Rosso-Honda      | 1:42,154 | 1:42,494   |            | 11         | 18         |
| 14                    | 20       | Kevin Magnussen    | Haas-Ferrari          | 1:42,382 | 1:42,699   |            | 12         | 16         |
| KIZ[3]                | 10       | Pierre Gasly       | Red Bull-Honda        | 1:41,335 | idő nélkül |            | boxutca    | 5          |
| 16                    | 18       | Lance Stroll       | Racing Point-Mercedes | 1:42,630 |            |            | 13         | 8          |
| 17                    | 8        | Romain Grosjean    | Haas-Ferrari          | 1:43,407 |            |            | 14         | 10         |
| 18                    | 27       | Nico Hülkenberg    | Renault               | 1:43,427 |            |            | 15         | 8          |
| 19                    | 63       | George Russell     | Williams-Mercedes     | 1:45,062 |            |            | 16         | 9          |
| 20                    | 88       | Robert Kubica      | Williams-Mercedes     | 1:45,455 |            |            | boxutca[4] | 8          |
| 107%-os idő: 1:48,428 |          |                    |                       |          |            |            |            |            |

Megjegyzés:
- ↑ 1:  — Antonio Giovinazzi autójában vezérlőelektronikát cseréltek, amellyel túllépte az éves maximális keretet, ezért 10 rajthelyes büntetést kapott.[5]
- ↑ 2:  — Kimi Räikkönen autóján szabálytalannak találták az első szárnyat, ezért kizárták az időmérőről, a boxutcából rajtolhatott el.[6]
- ↑ 3:  — Pierre Gasly a második szabadedzés végén elmulasztotta a kötelező mérlegelést, ezért büntetésképpen csak a boxutcából rajtolhatott.[7] Ezen felül az autójában a megengedett 100 kilogramm/óránál magasabb üzemanyag-átfolyási értéket mértek a kvalifikáció során, ezért utólag kizárták az időmérőről.[8] Az autójában sebességváltót is cseréltek, ezért még további 5 rajthelyes büntetést kapott, bár ez rajtpozícióját nem befolyásolta.[9]
- ↑ 4:  — Robert Kubica autóján változtattak az időmérő edzést követően, ezzel pedig megsértették a parc fermé szabályait, ezért csak a boxutcából rajtolhatott.[6]

## Futam
Az azeri nagydíj futama április 28-án, vasárnap rajtolt, magyar idő szerint 14:10-kor.
| helyezés | rajtszám | versenyző          | csapat/motor          | futott kör | idő/kiesés oka   | rajthely | Abroncs | pont  |
| -------- | -------- | ------------------ | --------------------- | ---------- | ---------------- | -------- | ------- | ----- |
| 1        | 77       | Valtteri Bottas    | Mercedes              | 51         | 1:31:52,942      | 1        |         | 25    |
| 2        | 44       | Lewis Hamilton     | Mercedes              | 51         | +1,524           | 2        |         | 18    |
| 3        | 5        | Sebastian Vettel   | Ferrari               | 51         | +11,739          | 3        |         | 15    |
| 4        | 33       | Max Verstappen     | Red Bull-Honda        | 51         | +17,493          | 4        |         | 12    |
| 5        | 16       | Charles Leclerc    | Ferrari               | 51         | +1:09,107        | 8        |         | 11[5] |
| 6        | 11       | Sergio Pérez       | Racing Point-Mercedes | 51         | +1:16,416        | 5        |         | 8     |
| 7        | 55       | Carlos Sainz Jr.   | McLaren-Renault       | 51         | +1:23,826        | 9        |         | 6     |
| 8        | 4        | Lando Norris       | McLaren-Renault       | 51         | +1:40,268        | 7        |         | 4     |
| 9        | 18       | Lance Stroll       | Racing Point-Mercedes | 51         | +1:43,816        | 13       |         | 2     |
| 10       | 7        | Kimi Räikkönen     | Alfa Romeo-Ferrari    | 50         | +1 kör           | boxutca  |         | 1     |
| 11       | 23       | Alexander Albon    | Toro Rosso-Honda      | 50         | +1 kör           | 11       |         |       |
| 12       | 99       | Antonio Giovinazzi | Alfa Romeo-Ferrari    | 50         | +1 kör           | 17       |         |       |
| 13       | 20       | Kevin Magnussen    | Haas-Ferrari          | 50         | +1 kör           | 12       |         |       |
| 14       | 27       | Nico Hülkenberg    | Renault               | 50         | +1 kör           | 15       |         |       |
| 15       | 63       | George Russell     | Williams-Mercedes     | 49         | +2 kör           | 16       |         |       |
| 16       | 88       | Robert Kubica      | Williams-Mercedes     | 49         | +2 kör           | boxutca  |         |       |
| ki       | 10       | Pierre Gasly       | Red Bull-Honda        | 38         | kardántengely    | boxutca  |         |       |
| ki       | 8        | Romain Grosjean    | Haas-Ferrari          | 38         | fékek            | 14       |         |       |
| ki       | 26       | Danyiil Kvjat      | Toro Rosso-Honda      | 33         | baleseti sérülés | 6        |         |       |
| ki       | 3        | Daniel Ricciardo   | Renault               | 31         | baleseti sérülés | 10       |         |       |

Megjegyzés:
- ↑ 5:  — Charles Leclerc a helyezéséért járó pontok mellett a versenyben futott leggyorsabb körért további 1 pontot szerzett.

## A világbajnokság állása a verseny után
| H   | Versenyzők       | Pont | H   | Konstruktőrök             | Pont |
| --- | ---------------- | ---- | --- | ------------------------- | ---- |
| 1.  | Valtteri Bottas  | 87   | 1.  | Mercedes                  | 173  |
| 2.  | Lewis Hamilton   | 86   | 2.  | Ferrari                   | 99   |
| 3.  | Sebastian Vettel | 52   | 3.  | Red Bull-Honda            | 64   |
| 4.  | Max Verstappen   | 51   | 4.  | McLaren-Renault           | 18   |
| 5.  | Charles Leclerc  | 47   | 5.  | Racing Point-BWT Mercedes | 17   |
| 6.  | Sergio Pérez     | 13   | 6.  | Alfa Romeo-Ferrari        | 13   |
| 7.  | Pierre Gasly     | 13   | 7.  | Renault                   | 12   |
| 8.  | Kimi Räikkönen   | 13   | 8.  | Haas-Ferrari              | 8    |
| 9.  | Lando Norris     | 12   | 9.  | Toro Rosso-Honda          | 4    |
| 10. | Kevin Magnussen  | 8    | 10. | Williams-Mercedes         | 0    |

(A teljes táblázat)

## Statisztikák
- Vezető helyen:
  - Valtteri Bottas: 31 kör (1-11 és 32-51)
  - Lewis Hamilton: 1 kör (12)
  - Charles Leclerc: 19 kör (13-31)
- Valtteri Bottas 8. pole-pozíciója és 5. futamgyőzelme.
- Charles Leclerc 2. versenyben futott leggyorsabb köre.
- A Mercedes 91. futamgyőzelme.
- Valtteri Bottas 34., Lewis Hamilton 138., Sebastian Vettel 113. dobogós helyezése.
- A Formula–1 története során első alkalommal fordult elő, hogy egy konstruktőr (jelen esetben a Mercedes) a szezon első négy futamát kettős győzelemmel fejezze be.[11]